# Сити (Лондон)
Сити (енгл. City of London) представља централну градску четврт града Лондона у Енглеској. То је историјски центар савременог Лондона око којег је временом настала данашња конурбација. Границе Ситија се нису знатније мењале још од средњег века, те он сада чини веома мали део савременог Лондона, иако је и даље веома значајан. Енглези га обично називају само the City или Square Mile (квадратна миља), пошто је површина нешто већа од једне миље (1,12 mi²/2,90 km²). Ови се термини често користе као синоними за привреду Уједињеног Краљевства.
Током средњег вега, Сити је уједно представљао и цео тадашњи Лондон. Термин Лондон данас се односи на много већу конурбацију која приближно одговара Ширем Лондону. Ситијем управља Корпорација Града Лондона, на чијем је челу лорд градоначелник Лондона, што је потпуно другачија и много старија функција од оне коју има градоначелник Лондона.
Сити је данас важан финансијски центар који се, као средиште глобалних финансијских збивања, рангира више и од Њујорка, а од 19. века био је најважнији пословни центар света и ту функцију задржава до данас. Лондон има још један финансијски округ, Кенери Ворф, око 4 километра источно од Града.
У самом Ситију живи нешто више од 11.000 становника, али у њему ради око 330.000 људи, углавном у финансијском сектору.

## Историја

### Топоним
Назив Лондон данас се користи за област ширу од самог Града Лондона, који се често назива једноставно Град (енгл. City). Оваква употреба забележена је још у 16. веку. Град се још односи и на трговачку и финансијску заједницу која се налази на овом простору. У таквом контексту је колоквијално познат и као Квадратна миља (енгл. Square Mile).

### Римски корени
Верује се да је римски Лондон, као трговачка лука, саграђен на обали Темзе око 47. године. До почетка 2. века Londinium је постао главни град римске Британије.
На врхунцу моћи римски град је имао између 45 и 60 хиљада становника. Границе тадашње насеобине биле су сличне границама данашњег Града Лондона, иако постоје поједина одступања. Римљани су изградили мост преко Темзе око 50. године, у близини места на коме се данас налази Лондонски мост.
За време кризе римског царства грађевине које су се налзиле у насеобини почеле су да пропадају. Римљани су се у потпуности повукли из Британије 410. године; након тога у Лондинијуму знатно опада број становника, а статус трговачког центра преузима Лунденвик (данашња област Олдвича и Ковент Гардена).

### Англо-саксонска обнова
Алфред Велики, краљ Англа и Саса, обновио је Град Лондон. Његова обнова обухватала је поновно насељавање и уређивање тада скоро напуштеног римског града, изградњу кејева на Темзи и израду новог плана улица. Обновљен је и Лондонски мост, а средиште трговине поново се премешта у оквире римских зидина.

### Средњи век и рано ново доба
Након Битке код Хејстингса, Град Лондон био је једна од ретких институција у којима су Енглези задржали одређени степен власти. У 12. веку формирана је Корпорација Града Лондона, а грађани су добили право да бирају градоначелника, најпре уз краљеву сагласност, а потом и директно. Град је био знатно оштећен пожарима у више наврата, најпре 1123, а потом и у познатом Великом пожару у Лондону 1666. године. До краја 16. века Лондон је постао значајан центар банкарства и међународне трговине. Краљевска берза је основана 1565. године.

### Ширење Лондона
Осамнаести век био је период убрзаног ширења Лондона који је одражавао истовремено увећање националне популације, почетке индустријске револуције и улогу Лондона као центра све важније Британске империје. Урбани простор проширио се ван граница Града Лондона, и то најпре ка Вест Енду и Вестминстеру.
Ширење се наставило и постало још убрзаније током 19. века, када се Лондон ширио у свим смеровима. Градња железнице и метроа значила је да се Лондон могао проширити на много већу област. До средине 19. века Град је већ постао само мали део много веће метрополе.

### 19. и 20. век
Број становника у Граду значајно је опадао кроз 19. и већи део 20. века, пошто су се људи селили махом у огромна предграђа Лондона. Многе куће у граду су срушене како би се створио простор за изградњу савремених пословних зграда. Највећа стамбена област Града данас је Барбикан истејт, саграђена између 1965. и 1976. године.
Град је, као и многе области Лондона и други делови Британских острва, претрпео велике жртве током бомбардовања у Другом светском рату. Иако је Катедрала Светог Павла остала нетакнута, велики делови Града били су уништени. У деценијама након рата уследела је опсежна обнова Града. Од седамдесетих година 20. века почиње изградња високих пословних зграда, попут Куле Натвест високе 42 спрата, првог небодера у Уједињеном Краљевству.

## Управа
Градом Лондоном управља Корпорација Града Лондона, на чијем је челу лорд градоначелник Лондона (не треба поистовећивати са новијом функцијом градоначелника Лондона). Град има статус церемонијалне грофовије Уједињеног Краљевства.

## Географија
Град Лондон је најмања церемонијална грофовија Енглеске по површини и популацији и четврта најгушће насељена. Од 326 енглеских округа, Град је други најмањи по популацији и најмањи по површини.
Надморска висина Града варира од нивоа мора на Темзи до 21,6 метара на раскрисници улица Хај Холборн и Ченсери лејн. У Граду постоје и два мања узвишења - Ладгејт хил на западу и Корнхил на истоку; између њих је некада текла река Волбрук.

## Демографија
Према проценама за 2010. годину, у Граду Лондону станује 11700 људи, што је 4515 више у односу на попис из 2001. године. У време тог пописа, етнички састав становништва био је следећи: 84,6% белаца, 6,8% јужноазијског порекла, 2,6% црнаца, 2,3% мешовитог порекла, 2% Кинеза и 1,7% декларисаних као други. У првој половини 19. века број становника је био између 120 и 140 хиљада, да би се тај број драматично смањивао од 1851. до 1991. године. Од 1991. до пописа 2001. забележен је мањи пораст броја становника.
Запослени становници Града Лондона имају много веће просечне недељне плате у поређењу са Лондоном и Великом Британијом: 773,30£ у поређењу са 598,60£ у Лондону и 491£ у В. Британији. Ипак, постоји велика разлика између полова - 1085,90£ је просечна плата мушкараца према 653,50£ код жена. У оквиру Ширег Лондона, Град има највећи проценат људи без вере и највећи проценат запослених.

## Економија
Град се, заједно са Њујорком, сматра за финансијску престоницу света и управе многих банки и осигуравајућих компанија су смештене управо овде, укључујући и Лондонску берзу и Банку Енглеске. Преко 500 банака има своје огранке у Граду.
Од 1991. године Кенери Ворф, који се налзи неколико километара западно од Града, постаје други финансијски центар Лондона, те се данас тамо налазе многе банке и друге институције претходно смештене у Граду.

## Транспорт
Град опслужују Лондонски метро и Докландска лака железница, а у њему се налазе и три станице Националне железнице. Национални путеви А1, А10, А3, А4 и А40 полазе од Града Лондона. Од Града до јужне обале Темзе води 6 мостова, међу њима и пешачки Миленијумски мост. Град је добро опслужен аутобусима, а у њему се налази и већи број станица за изнајмљивање бицикала.

## Галерија
- Зграда у улици Сент Мери Ејкс, популарно названа gherkin (краставчић)
- Мапа Града Лондона (са границама промењеним 1994)
- Савремени пут (после 1976) назван Лондонски зид